# Villers-l'Hôpital
Villers-l’Hôpital là một xã ở tỉnh Pas-de-Calais, vùng Hauts-de-France của Pháp.

## Địa lý
Villers-l'Hôpital có cự ly khoảng 26 dặm (41,8 km) về phía tây nam của Arras, tại giao lộ của các tuyến đường D114 và D116.

## Dân số
| 1962                                                         | 1968 | 1975 | 1982 | 1990 | 1999 | 2006 |
| ------------------------------------------------------------ | ---- | ---- | ---- | ---- | ---- | ---- |
| 232                                                          | 267  | 228  | 279  | 242  | 266  | 278  |
| Số liệu điều tra dân số từ năm 1962: Dân số không tính trùng |      |      |      |      |      |      |

## Địa điểm nổi bật
- Nhà thờ St.John, thế kỷ 15.